# 民安促進會

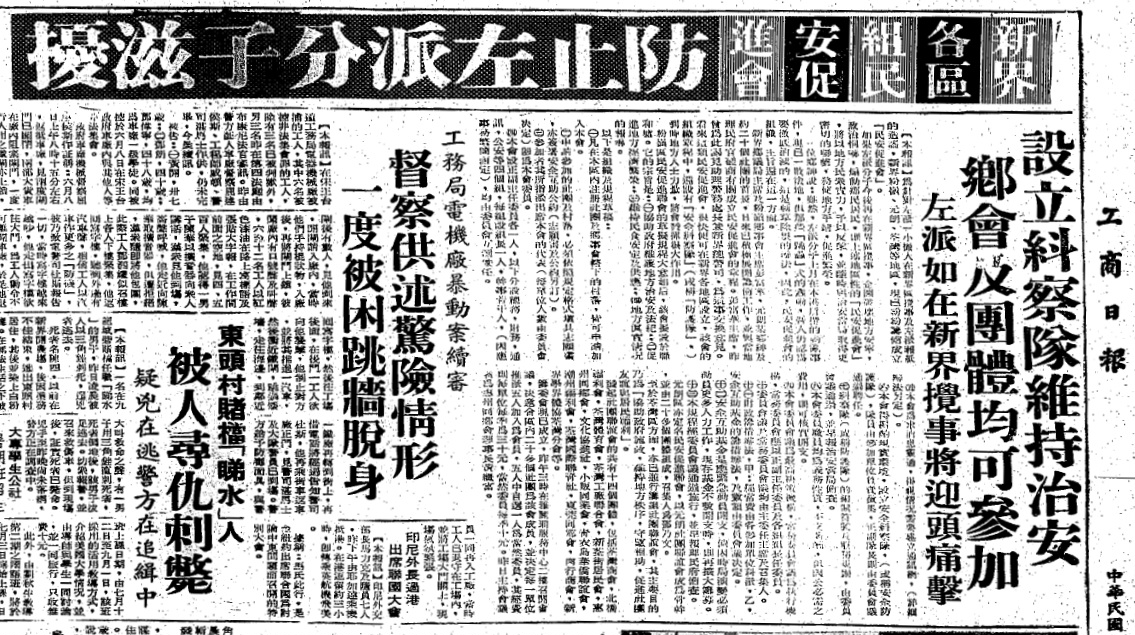
《工商日報》在1967年6月20日報導新界各區紛紛組建民安促進會防範左派份子滋擾

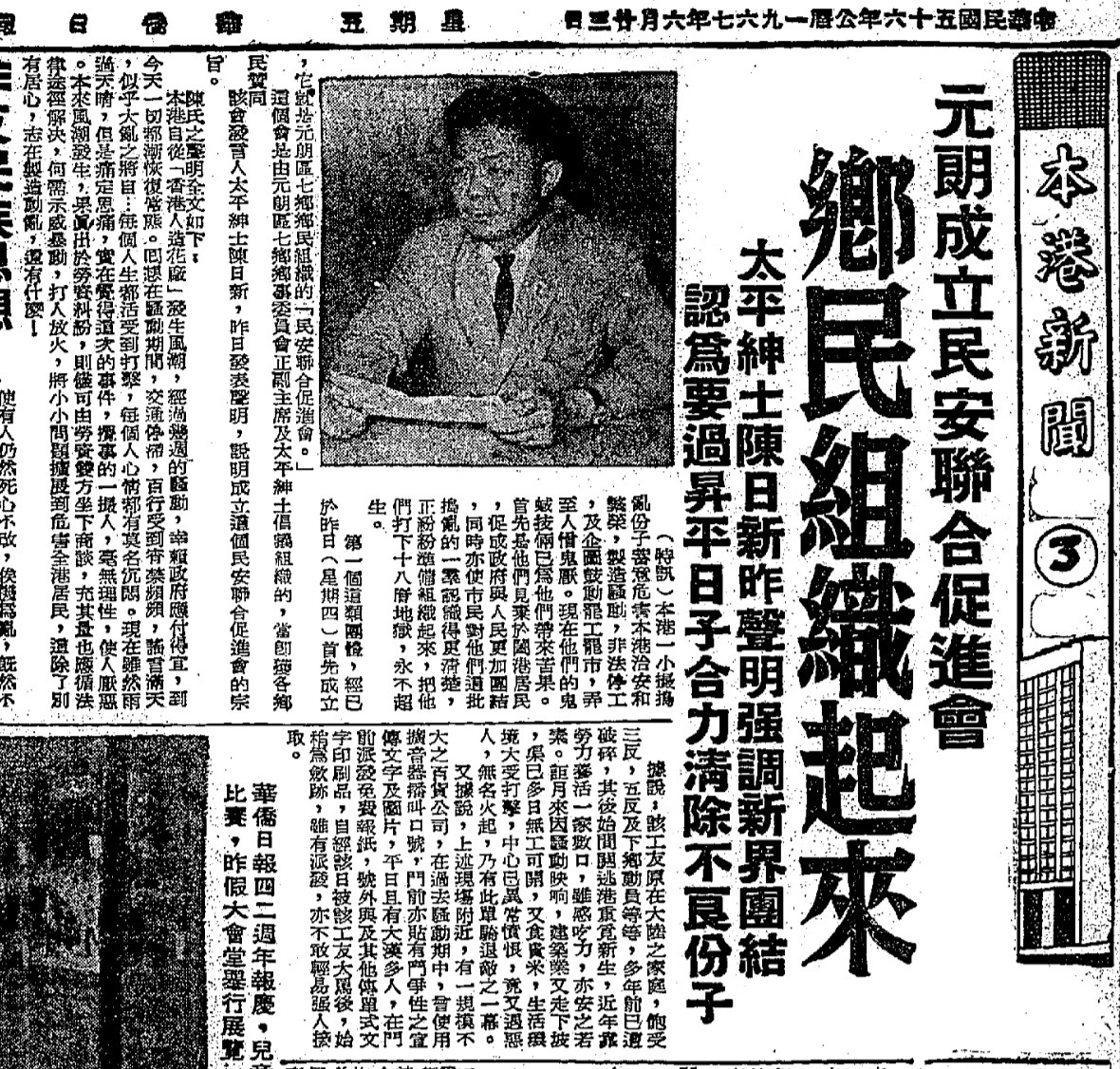
《華僑日報》在1967年6月23日報導新界鄉議局前主席陳日新太平紳士發表嚴正聲明譴責發起六七暴動的左派組織是蓄意搗亂香港，新界鄉民要團結一致清除破壞社會安寧的不良份子

民安促進會是1967年香港六七暴動期間由新界鄉議局屬下各鄉事委員會成立的地方安防組織，並且得到新界理民府及香港警務處新界區警隊公開表態支持，民安促進會的成員由地方的村民和居民自發參與，目的是協助香港政府維持新界鄉郊地區和平穩定，防範香港左派團體破壞新界村落的安寧和穩定，有部分民安促進會還組織地方居民建立糾察隊、護衛隊，聲言如有左派份子作出政治恫嚇、煽動鄉民或居民，各地方的民安促進會將以地方民眾的實力，予以反擊，並與港府治安當局保持密切聯繫，確保地方平靖。

## 設立背景

### 左派發起暴動及炸彈浪潮

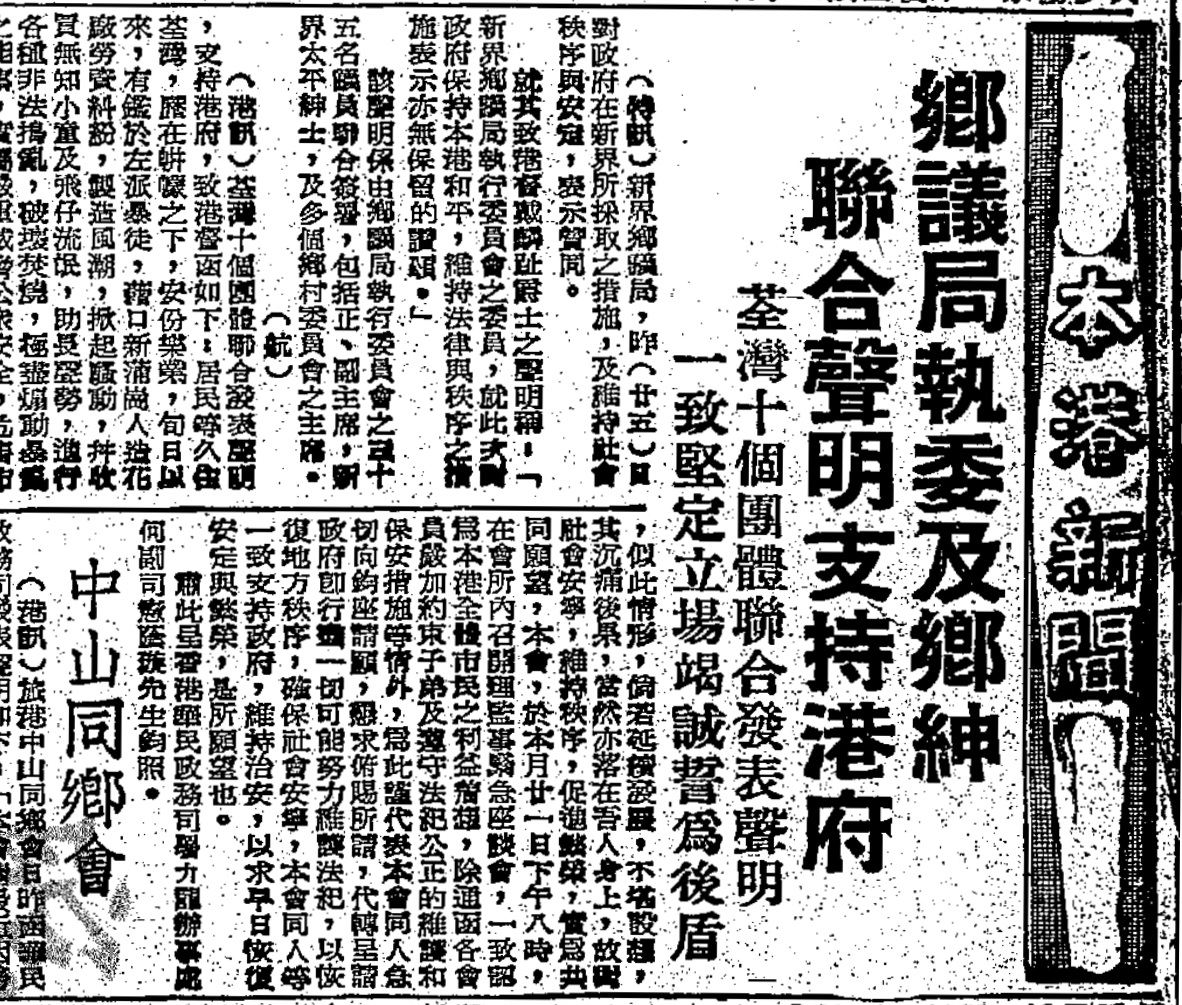
《華僑日報》在1967年5月26日報導新界鄉議局、鄉事委員會發表聯合聲明支持香港政府平息左派暴動

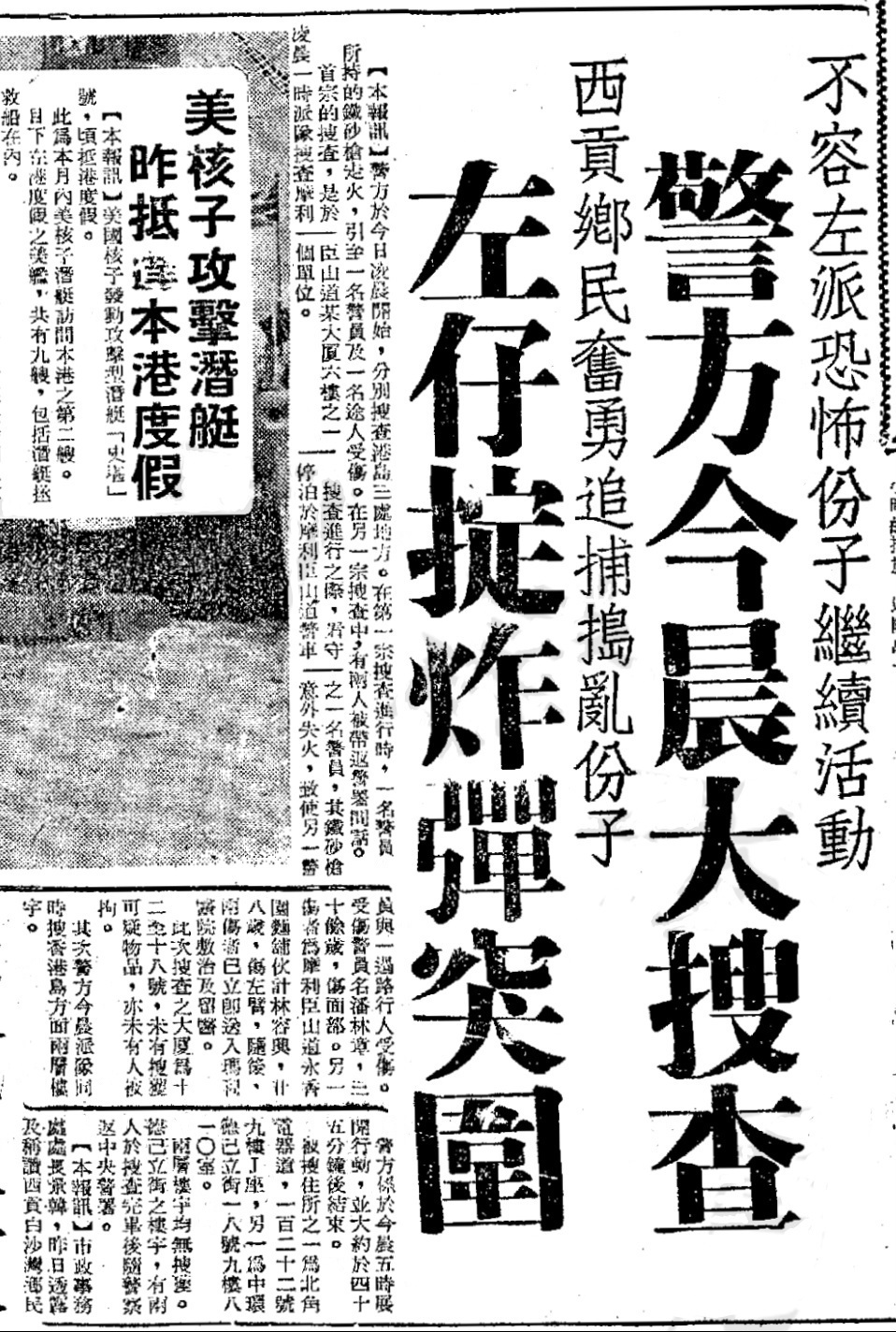
《工商晚報》在1967年9月26日香港警方搜查灣仔摩理臣山的左派恐怖份子巢穴，西貢村民協助警方追捕左派搗亂份子時遭投擲炸彈

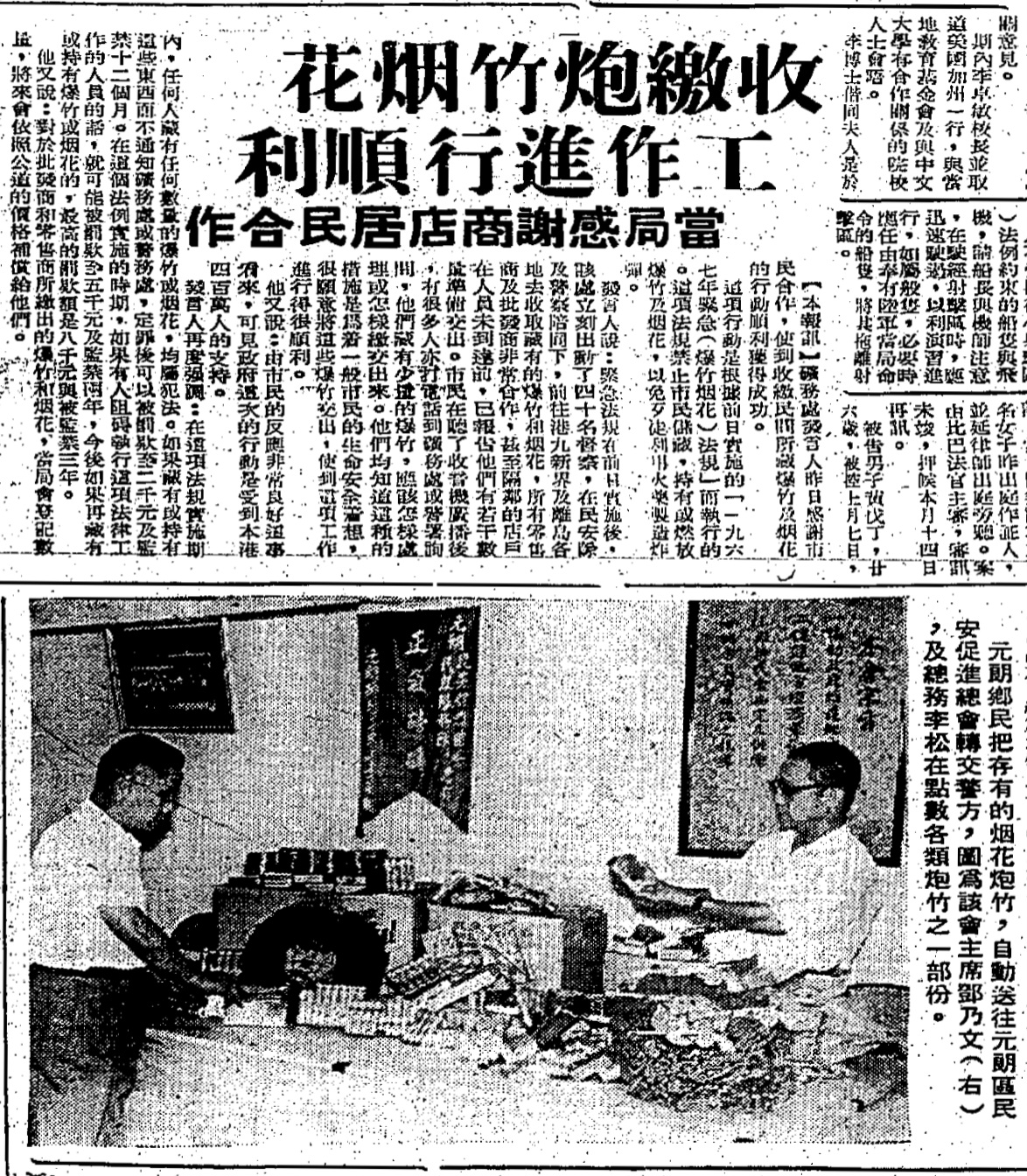
《工商日報》在1967年9月10日報導因應左派份子發動連串炸彈恐襲，港府於前日頒布《緊急措施（烟火）規則》禁止市民燃放煙花、爆竹及將地盤炸藥轉移到政府倉庫保管，元朗民安促進總會隨即協助港府收集元朗區內村民和居民交出的煙花和爆竹，並由該會主席鄧乃文與總務李松一起點算收集所得的數量，再轉交警方處置，防止左派份子獲取更多這類含有火藥的物品作為土製炸彈的材料

1967年年初，由於中國文化大革命日趨熾烈及澳門左派在一二·三事件成功奪取澳門政局的主導權，香港工委受到鼓舞，要在香港也發起類似的騷亂，新華社香港分社社長梁威林及副社長祈烽在內部會議總結澳門左派的鬥爭成果時，聲言也要在香港「大幹一場」，新華社香港分社和左派陣營便開始積極尋找挑起騷亂的機會，同年5月位於新蒲崗大有街的香港人造花廠分廠發生罷工，左派團體介入並成功利用勞資糾紛發起騷亂，同月香港工會聯合會理事長楊光成立簡稱「鬥委會」的「港九各界同胞反對港英迫害鬥爭委員會」，利用最初由勞資糾紛引起的警民衝突，轉變成顛覆香港政府的連串騷亂，可是左派團體發起的罷工及集會始終未有得到普羅市民的響應，左派集會的規模越來越小，鬥委會卻於同年7將其武鬥升級為城市恐怖主義活動在港九新界發動連串炸彈襲擊，在真假炸彈浪潮的半年間，最少有8,074個真假炸彈被放置在香港各區街頭或被投擲，當中有1,167個是真炸彈。左派份子在六七暴動發動的首次炸彈爆炸發生於7月12日的大埔鄉事會會所，目的是要破壞組成大埔民安促進會的會議，倖而當日會議臨時改期，與會者才倖免於難，左派份子發動的炸彈浪潮至同年12月隨六七暴動而被平息時，在這半年間已釀成包括兒童在內的15人被炸彈炸死，還有數百名無辜市民被炸傷，部分人更因而失明或身體殘障。

### 鄉村成立治安互助組織

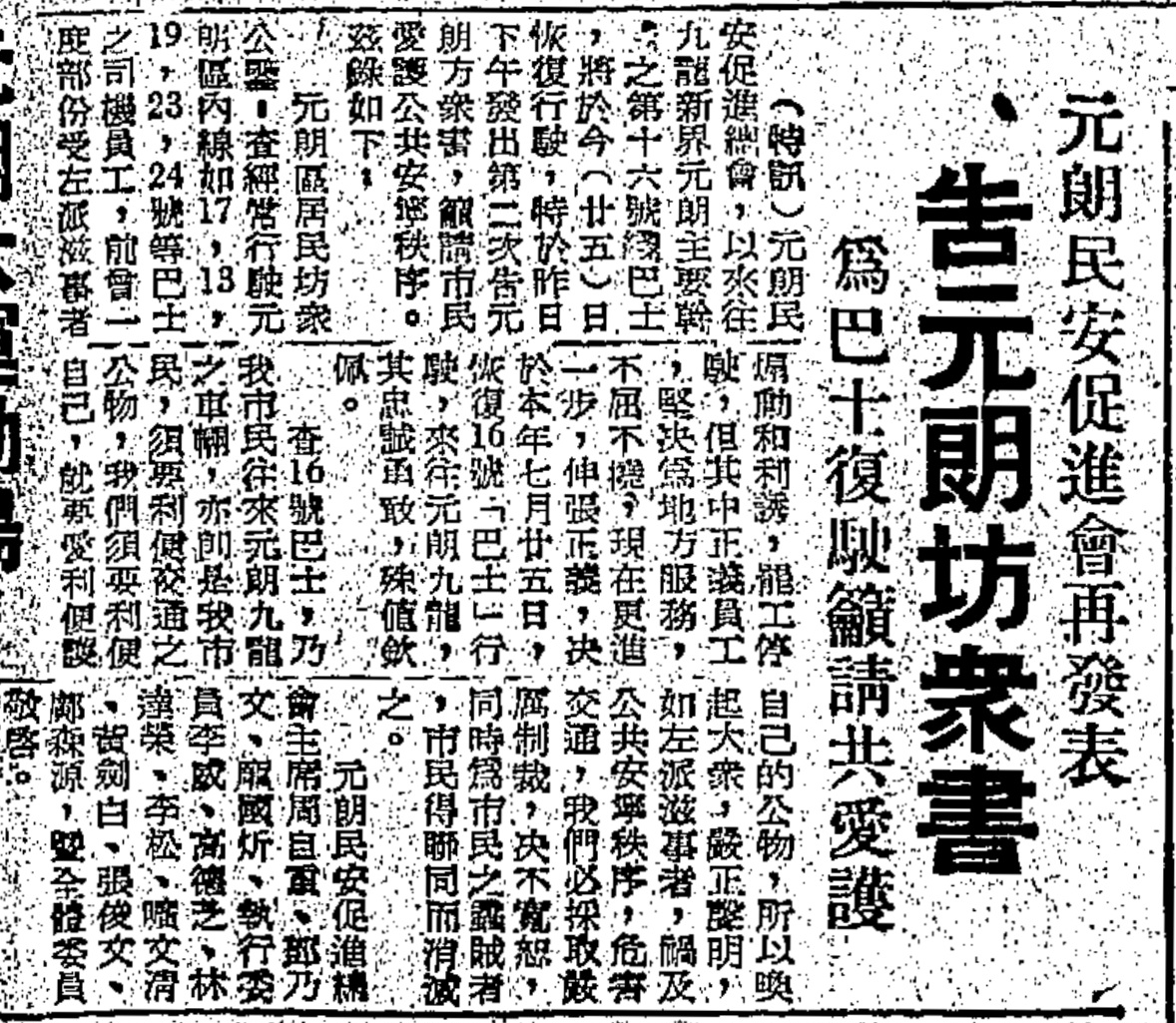
《華僑日報》在1967年7月25日報導元朗民安促進會為巴士恢復正常服務努力，並且表明會對左派滋事份子危害公共安寧及交通施以嚴厲制裁

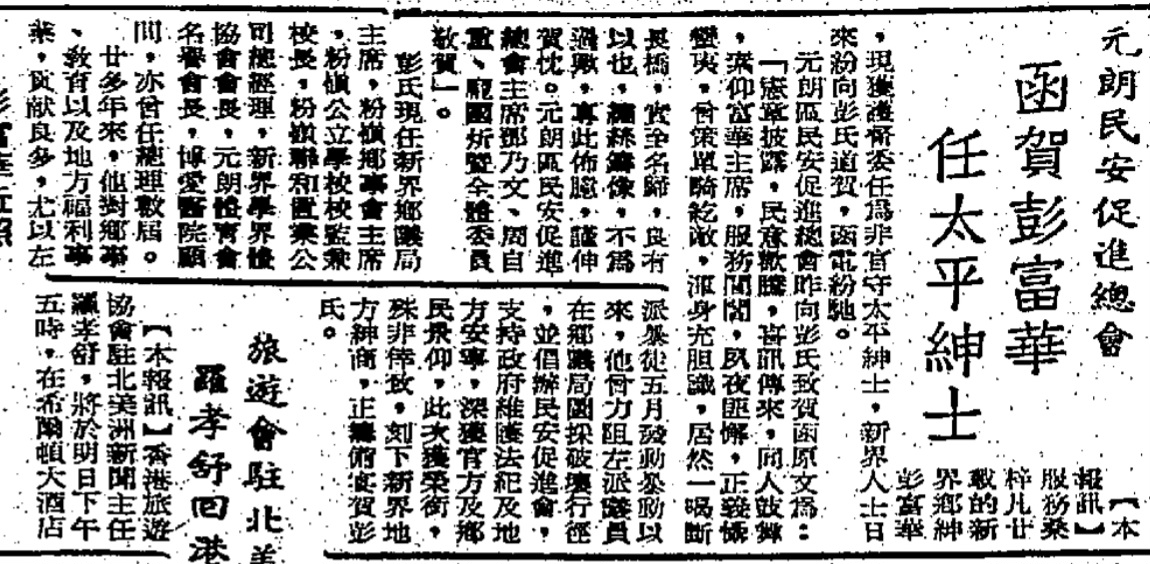
《工商日報》在1967年9月18日報導元朗民安促進總會祝賀新界鄉議局主席彭富華獲港督委任為太平紳士，並讚揚身兼粉嶺鄉事會主席的彭富華倡辦民安促進會，力阻左派份子破壞地方安寧，協助港府維護法紀的重大貢獻

六七暴動期間作為新界鄉郊事務諮詢組織的新界鄉議局採取支持香港政府的立場，協助打擊鬥委組織的恐怖活動，時任鄉議局主席彭富華多次公開發言呼籲各鄉事委員會要支持港府施政，並且抨擊香港左派團體利用香港人造膠花廠的工潮發起暴動，因而被左派份子稱為「漢奸」，而當時包括大埔鄉事會在內的鄉事委員會也普遍支持港府打擊左派團體的不法活動，大埔理民府長官鮑富達在6月11日致函大埔鄉事會感謝支持港府，大埔鄉事會前主席俞福在6月23日公開勸告鄉親父老切勿被左派團體散播的謠言煽動，新界村民要過寧靜安穩的生活，要堅決支持香港政府維持社會秩序，不讓左派份子在新界滋事。
為打擊左派一少撮人在新界搞事及左派報紙造謠，粉嶺、元朗、荃灣等地區紛紛籌備成立民安促進會，協助警方維持鄉郊地區的治安，防範左派份子擾亂鄉村秩序，有部分鄉事會在成立民安促進會後，還由村民及居民組建糾察隊、護衛隊嚴防左派份子到鄉村滋事及破壞鄉郊地區安寧。

## 設立情況

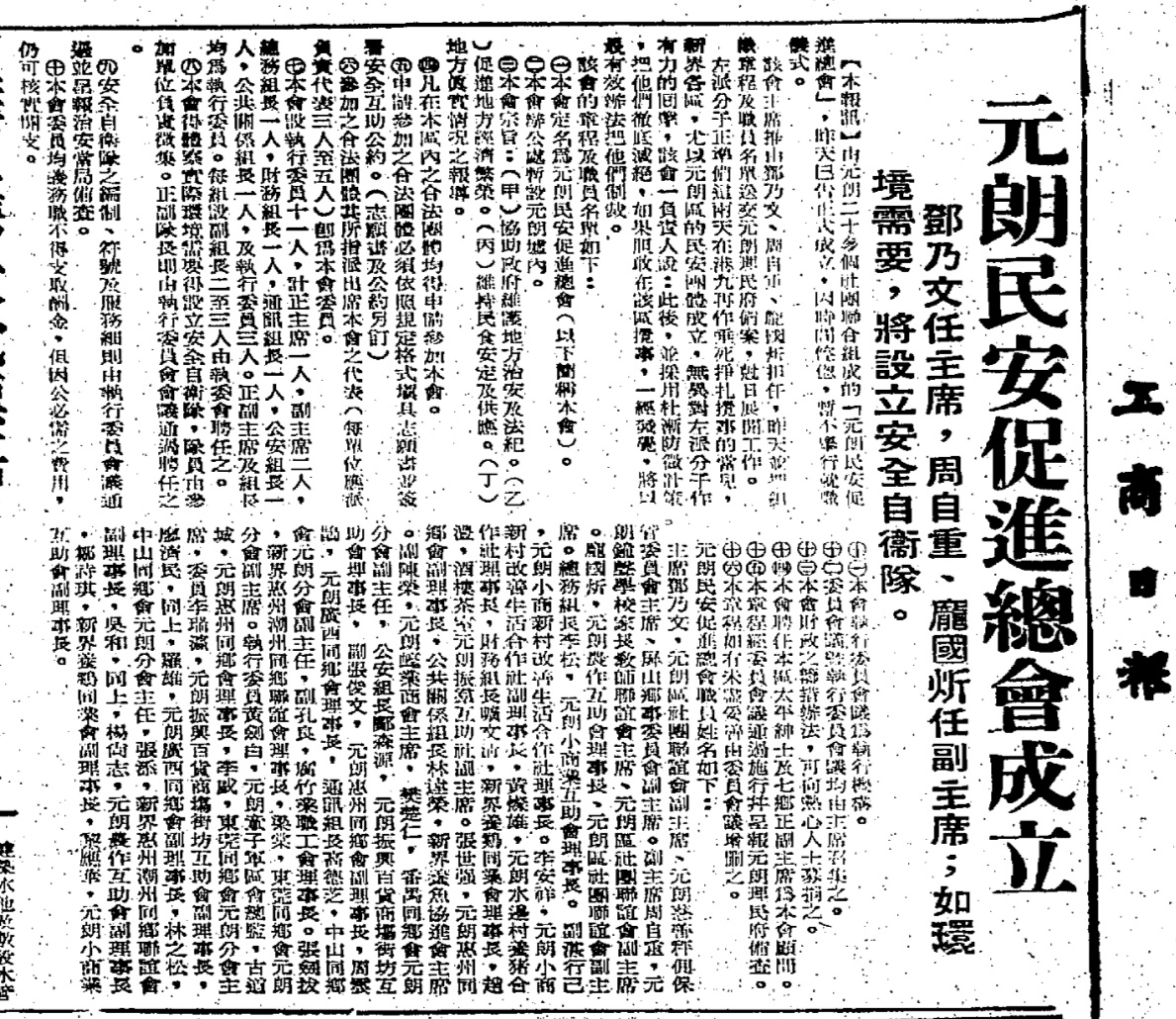
《工商日報》在1967年6月24日報導元朗民安促進總會成立，由元朗區多個社會團體聯合組成，成員名單已呈交元朗理民府，元朗民安促進總會由屏山鄉委會主席鄧乃文擔任主席，並將會組建一支安全自衛隊

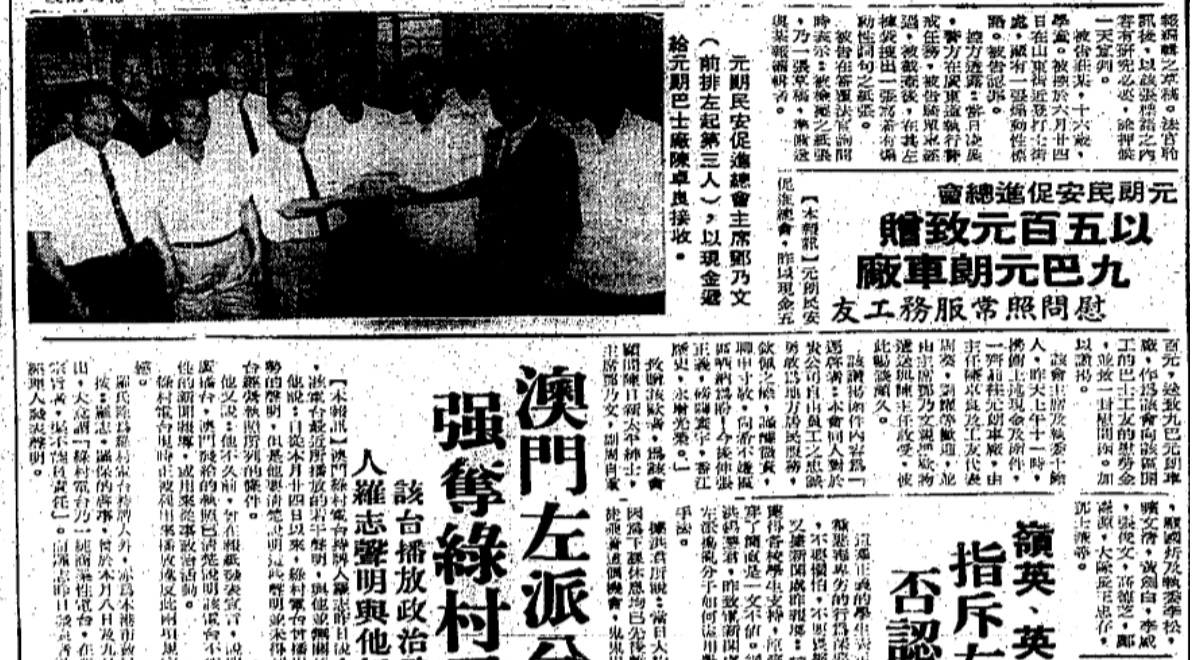
《工商日報》在1967年6月28日報導元朗民安促進總會贈款予九龍巴士元朗車廠的職工，支持九巴員工在六七暴動搗亂份子的威脅下，堅定維持巴士服務，並於昨日上午11時在九巴元朗車廠舉行贈款儀式，在九巴員工代表的見證下，由元朗民安促進總會主席鄧乃文親自將500港元的慰勞金及慰問信送交到九巴元朗車廠主任陳卓良的手上

1967年6月中旬，新界鄉議局主席兼粉嶺鄉事委員會主席彭富華和元朗鄉紳及20位社團首長，與所在地區的理民府磋商組成民安促進聯會的事宜，並且與助理警務處長及新界區總警司會面，交換意見，民安促進聯會的組織章程包括設立一支「民安糾察隊」協助維持地區治安。

### 粉嶺

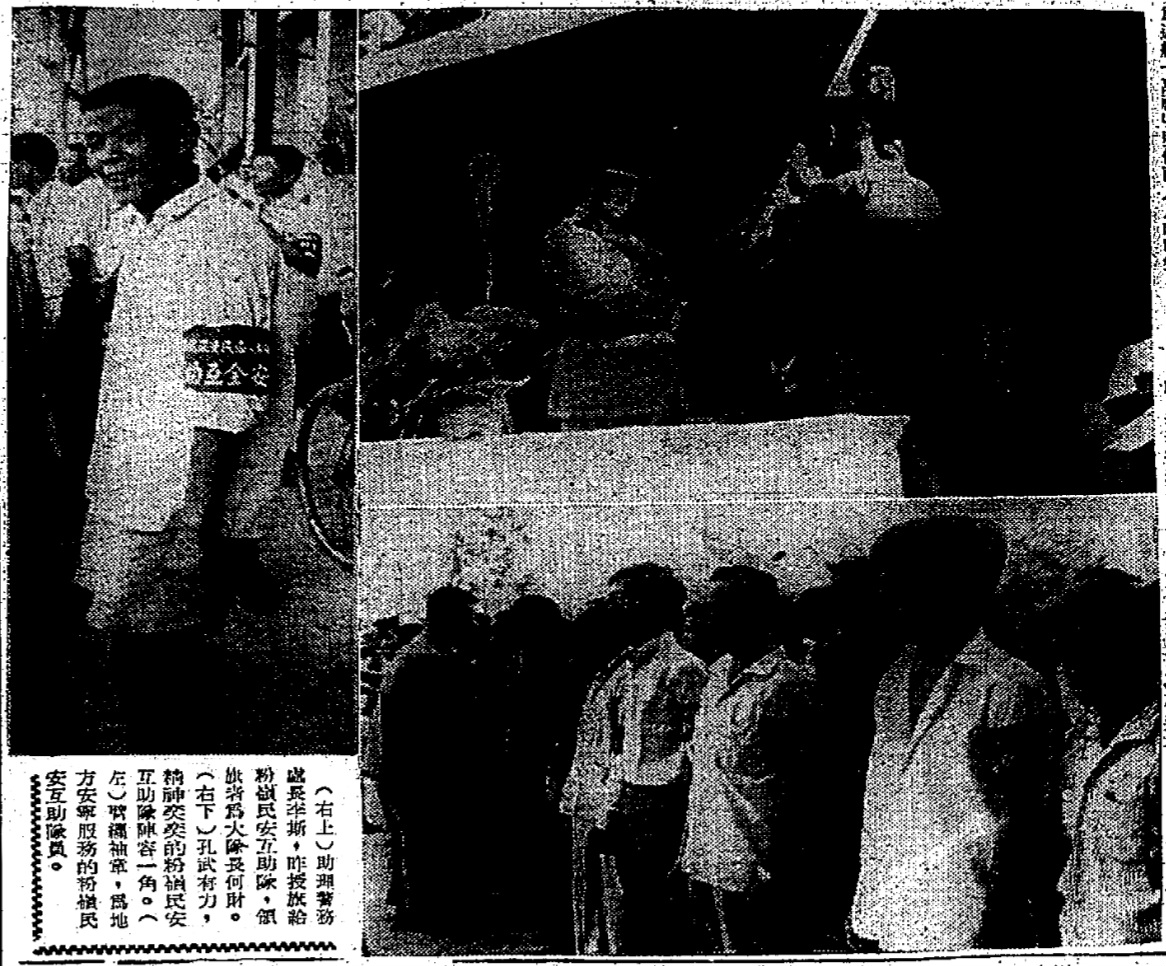
《工商日報》在1967年7月3日報導粉嶺區民安促進聯會及粉嶺區民安互助隊於昨天在粉嶺聯和墟成立，大埔理民官鮑富達親臨會場致詞，助理警務處長李斯向代表粉嶺區民安互助隊的大隊長何財頒發錦旗，互助隊的成員當日都佩戴「粉嶺區民安促進聯會安全互助隊」的臂章出席典禮，粉嶺區民安促進聯會表明不會容許左派暴徒在新界搗亂滋事，並由鄉民組成「安全互助隊」協助港府維護新界的治安及食品供應安定

粉嶺區民安促進聯會設於粉嶺聯和墟，其設立宗旨：
1. 協助政府維護地方治安及法紀；
2. 促進地方經濟繁榮；
3. 維持民食安定及供應；
4. 地方真實情況的報導。

籌建草案：
1. 凡本區內註冊社團及鄉事委員會轄下村落都可申請加入；
2. 申請參加的社團及村落，須要按指定格式遞交志願書，並同意及簽署安全互助公約；
3. 參加者其所指派的出席本會代表即為本會委員，每單位人數由委員會決定；
4. 本會設正、副主席各一人，以下分為總務、財務、通訊及公安等四組，每組設組長一人，幹事若干人。
5. 本會為求消息靈通，得視情況設立通訊網；
6. 本會得視現實環境，設立安全糾察隊（又稱安全防護隊）；
7. 糾察隊的編成及服務規則，須由委員會通過，並呈報治安當局備查；
8. 本會委員及職員均為義務性質，不支薪酬，但因公之必須費用，則可核實開支；
9. 本會委員會為最高決策機構，常務委員會於執行機構；
10. 財務籌募辦法，經常費用有個參加單位科派，安全互助基金的籌措辦法，數額由委員會會議決定；
11. 安全互助基金是應急動員開支，倘因時局演變必須動員更多人力工作，現存基金不敷支付時，則再擴大籌募；
12. 本規程經委員會通過施行，並呈報理民府備查。

### 元朗及屯門

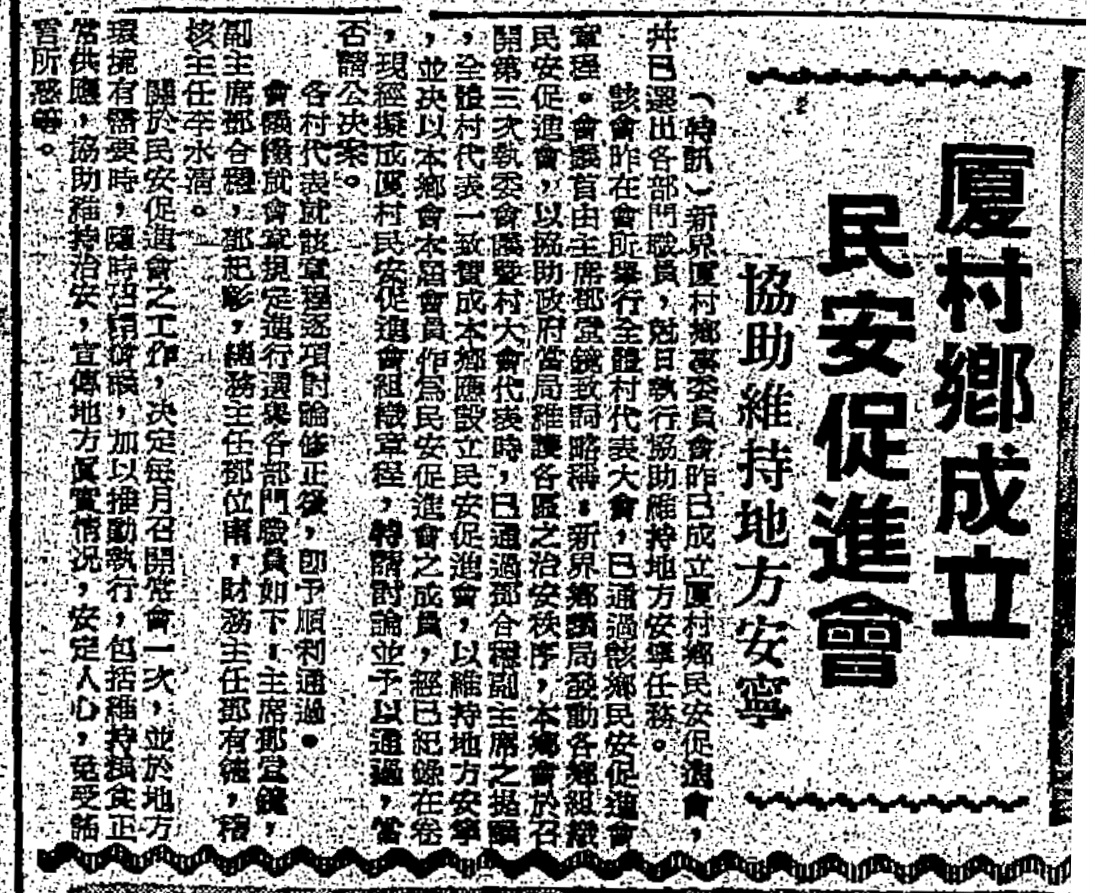
《華僑日報》在1967年8月14日報導厦村剛於昨日成立民安促進會維護地方安寧

1967年6月21日，元朗理民府與元朗七鄉代表舉行每月例會，包括八鄉、十八鄉、錦田、厦村、屏山等鄉事委員會正副主席，經過討論後，各鄉事代表一致通過決議，支持政府維持地方治安之措施，同時基於元朗區實行安全互助之需要，決定由元朗七鄉合作成立民安聯合促進會，並且得到民政署及元朗理民府表達支持，當日簽名支持組成元朗七鄉民安聯合促進會的鄉紳代表包括陳日新太平紳士、文柱石、梁乾、黃金業、蔡創業、文滿源、鄧佩瓊太平紳士、林彥、黎錦源、鄧大禧、陳素、鄧合穗、馮火粦、鄧英奇、鄧兆亮、鄧正穗、文靜濤、鄧乃文、鄧堂鏡、林則文、劉皇發、鄧志良等。6月22日，元朗民安聯合促進會發言人陳日新太平紳士發表聲明，譴責左派團體利用香港人造花廠的工潮發起騷亂，搞到交通停滯，影響百業，每個人的生活都受到打擊，又稱「如果是勞資糾紛，為何不坐下來好好商量，但一少撮人刻意小事化大，發起暴動、打人放火、毫無理性，將小小問題擴展到危害全香港市民，除了別有居心去製造動亂，還有什麼！」元朗民安聯合促進會的成立表明新界團結，與港府合力剷除危害社會的不良份子。6月23日，元朗民安促進總會宣告成立，鄧乃文出任主席，鄧亦身兼屏山鄉事委員會主席，副主席由周自重、龐國炘出任，翌日有150名居民加入元朗民安促進總會的護衛隊。
1967年7月21日，元朗及屯門區屬下的20條村宣告聯合成立民安促進會，元朗和屯門的20條村都已成立本身的民安促進會，並各自設有正副主席，而該區的40餘名鄉親父老在下午3時於元朗理民府會議廳舉行會議，並由屯門鄉事會主席陳日新太平紳士主持，元朗理民官鍾逸傑及元朗總部警司麥乃勳亦有蒞臨列席，會後決定由20條村聯合組成民安促進會。

### 荃灣
荃灣區於1967年6月中旬籌組社團聯誼會，目地乃協助政府施政，維持地方秩序，守望相助促進社團聯誼及居民福利。發起社團聯誼會的共有14各團體，包括荃灣商會、北橋福利會、荃灣體育會、荃灣工廠聯合會、新荃街居民會、惠州同鄉會、文化協進社、小販同業會、青衣島華僑聯誼會、潮州福利會、荃灣國際聯青社、東莞同鄉會、肉行商會、新界學界體協荃灣分會等。籌委會已經成立，於6月19日在荃灣雅麗珊社區中心二樓召開會議，並由惠州同鄉會理事長黃繼富主持會議。6月27日，籌委會通過組織章程成立荃灣社團聯會，並且設立公安部防護隊。

### 大澳
大澳地方人士為安定地方治安及糧食供應，於6月27日組成民安聯合促進會，並已有6千居民簽名參加，佔當地居民的90%以上。大澳民安促進會的宗旨是協助政府維護地方治安及法紀；促進地方經濟繁榮；維持民食安定及供應；確保反映地方真實情況之報導。促進會又表示已經在港府協助下將地方熱心人士購買的一批白米運送到大澳，再以公價出售給當地居民，以穩定民心，粉碎謠言。
至1967年6月29日，粉嶺、元朗、荃灣及西貢，先後組成民安促進組織。大嶼山除了最多村民聚居的大澳外，梅窩、大嶼南、東涌也組成了民安促進會，並於早上派出代表到新界民政署開會，各鄉郊團體代表均表示支持港府，維護社會治安，新界民政署署長景韓對各地方居民組成民安促進會表達謝意。

### 上水
1967年7月10日，上水區鄉事委員會兼上水區社團代表於上午10時在大埔理民府開會後，宣布成立上水區民安促進會，該會的成員包括上水區鄉事委員會、石湖墟商會、石湖墟肉行商會、石湖墟田料米行業商會、上水區體育會、東莞同鄉會上水分會、張氏宗親會新界分會、上水古洞商會等。上水區民安促進會會長由張人龍出任、主席廖潤琛、副主席陳林培。上水區鄉事委員會兼上水區社團表示，鑑於九龍的暴亂已由勞資糾紛轉變為政治行動，已經波及鄉村，謠言紛飛、物價飛漲，此次左派動亂事件有不法之徒，目無法紀，報章也通過標語肆意宣傳，鼓動無知的左派民眾，破壞社會安寧，因此成立本會協助維護法律之尊嚴，確保地方安定。

### 大埔
1967年7月12日下午5時，大埔鄉事會會所原定舉行民安促進會選舉，但因為大埔鄉事會主席黃源章發出民安促進會委員選舉的開會通告後，接獲情報有人會採取暴力手段破壞選舉民安促進會委員的會議，於是暗中通知委員當日的會議取消，豈料當日原定舉行會議中的下午5時25分會議室旁的儲物室發生計時炸彈爆炸，也是左派團體發動六七暴動以來首次由炸彈襲擊造成的爆炸，爆炸對會議室造成嚴重破壞，所倖會議臨時改期，因此無人死傷。
1967年7月17日，大埔墟及鄰近各區的社團與商界領袖，連同各氏族代表，宣布成立大埔區民安促進會，協助政府維持治安，組成促進會的團體共有會員達7萬多人。大埔區民安促進會由鄧若璠出任會長、黃源章擔任主席，鄧普生、馬樊順、鄧棟華和蘇廼烈為副主席，其後由大埔鄉郊村民及居民組成防衛隊。

## 外部連結
- 维基共享资源上的相關多媒體資源：民安促進會
- 民安促進會（页面存档备份，存于）